# Municipio de Parnell (condado de Polk)
El municipio de Parnell (en inglés: Parnell Township) es un municipio ubicado en el condado de Polk en el estado estadounidense de Minnesota. En el año 2010 tenía una población de 61 habitantes y una densidad poblacional de 0,65 personas por km².

## Geografía
El municipio de Parnell se encuentra ubicado en las coordenadas 47°53′28″N 96°32′51″O / 47.89111, -96.54750. Según la Oficina del Censo de los Estados Unidos, el municipio tiene una superficie total de 94.05 km², de la cual 94,05 km² corresponden a tierra firme y (0 %) 0 km² es agua.

## Demografía
Según el censo de 2010, había 61 personas residiendo en el municipio de Parnell. La densidad de población era de 0,65 hab./km². De los 61 habitantes, el municipio de Parnell estaba compuesto por el 95,08 % blancos, el 1,64 % eran amerindios y el 3,28 % eran de una mezcla de razas. Del total de la población el 0 % eran hispanos o latinos de cualquier raza.